# Precetinci
Precetinci so naselje v Občini Ljutomer.